# Lockheed Martin P-175 Polecat
Lockheed Martin P-175 Polecat – amerykański bezzałogowy aparat latający (UAV - unmanned aerial vehicle) o obniżonej skutecznej powierzchni odbicia radiolokacyjnego, zbudowany w układzie latającego skrzydła. Zaprojektowany w zakładach Skunk Works należących do Lockheed Martin.

## Historia
Polecat powstał jako całkowicie prywatna inicjatywa wytwórni Lockheed Martin w ramach programu rozpoczętego w 2005 roku. Gotowy prototyp ukończony został rok później. Maszyna została ujawniona publicznie na pokazach Farnborough International Airshow w 2006 roku. Niestety 18 grudnia 2006 roku jedyny egzemplarz maszyny uległ katastrofie. Jej powodem była usterka naziemnej stacji kontroli, która spowodowała przedwczesne zakończenie lotu aparatu. Od tamtej pory brak dalszych informacji o kontynuacji programu budowy i rozwoju P-175. Wydaje się jednak bardzo prawdopodobne, że doświadczenia jakie zdobył Lockheed Martin przy projektowaniu samolotu nie poszły na marne. Konstrukcja najnowszego amerykańskiego, bezzałogowego samolotu rozpoznawczego Lockheed Martin RQ-170 Sentinel wydaje się być oparta właśnie na P-175 Polecat.